# Дьяконово (Рязанская область)
Дьяконово — деревня в Рязанском районе Рязанской области. Входит в Семёновское сельское поселение.

## География
Находится в центральной части Рязанской области на расстоянии приблизительно 9 км на юг по прямой от вокзала станции Рязань II.

## История
На карте 1797 года деревня уже была показана. На карте 1850 года показана как поселение с 10 дворами. В 1859 году здесь (тогда деревня Рязанского уезда Рязанской губернии) было учтено 9 дворов, в 1897 — 23. 

## Население
Численность населения: 132 человека (1859 год), 194 (1897), 5 в 2002 году (русские 100 %), 3 в 2010.1  в 2024 (7)